# 5094 Seryozha
5094 Seryozha (1982 UT6) là một tiểu hành tinh vành đai chính được phát hiện ngày 20 tháng 10 năm 1982 bởi L. G. Karachkina ở Nauchnyj.